# 外海府村
外海府村（そとかいふむら）は、かつて新潟県佐渡郡にあった村。

## 地理
- 島嶼:佐渡島

## 沿革
- 1889年（明治22年）4月1日 - 町村制施行に伴い加茂郡岩谷口村、小田村、大倉村、矢柄村、関村、五十浦村、願村、北鵜島村、真更川村が合併し、外海府村が発足。
- 1896年（明治29年）4月1日 - 郡の統合により佐渡郡に所属[1]。
- 1956年（昭和31年）9月30日 - 佐渡郡相川町、高千村と合併し、相川町を新設して消滅。
- 1957年（昭和32年) 11月3日 - 合併後の相川町から、旧外海府村域の大字願・北鵜島・真更川（願村、北鵜島村、真更川村にあたる部分）が分離し両津市へ編入。